# Derry Murkin
Derry John Murkin (Colchester, Inglaterra, 27 de julio de 1999) es un futbolista británico que juega de defensa en el F. C. Utrecht de la Eredivisie.

## Trayectoria
Marcó 15 goles en todas las competiciones con el Jong Volendam, que compite en la Derde Divisie. Debutó en el primer equipo del FC Volendam el 18 de enero de 2019 como suplente en la derrota por 3-1 ante el FC Eindhoven en la Eerste Divisie.

## Vida personal
Nació en Colchester antes de que el trabajo de su madre hiciera que su familia se trasladara a los Países Bajos a la edad de cuatro años.

## Estadísticas

### Clubes
Actualizado al último partido disputado el 29 de octubre de 2024.
| Club                          | Div.          | Temporada     | Liga  | Liga  | Copas nacionales | Copas nacionales | Copas internacionales | Copas internacionales | Total | Total |
| Club                          | Div.          | Temporada     | Part. | Goles | Part.            | Goles            | Part.                 | Goles                 | Part. | Goles |
| ----------------------------- | ------------- | ------------- | ----- | ----- | ---------------- | ---------------- | --------------------- | --------------------- | ----- | ----- |
| F. C. Volendam · Países Bajos | 2.ª           | 2019-20       | 20    | 3     | 1                | 0                | —                     | —                     | 21    | 3     |
| F. C. Volendam · Países Bajos | 2.ª           | 2020-21       | 31    | 6     | 1                | 0                | —                     | —                     | 32    | 6     |
| F. C. Volendam · Países Bajos | 2.ª           | 2021-22       | 4     | 0     | 0                | 0                | —                     | —                     | 4     | 0     |
| F. C. Volendam · Países Bajos | 1.ª           | 2022-23       | 32    | 0     | 2                | 0                | —                     | —                     | 34    | 0     |
| F. C. Volendam · Países Bajos | 1.ª           | 2023-24       | 2     | 0     | 0                | 0                | —                     | —                     | 2     | 0     |
| F. C. Volendam · Países Bajos | Total club    | Total club    | 89    | 9     | 4                | 0                | 0                     | 0                     | 93    | 9     |
| F. C. Schalke 04 · Alemania   | 2.ª           | 2023-24       | 23    | 1     | 1                | 0                | —                     | —                     | 24    | 1     |
| F. C. Schalke 04 · Alemania   | 2.ª           | 2024-25       | 10    | 0     | 2                | 0                | —                     | —                     | 12    | 0     |
| F. C. Schalke 04 · Alemania   | Total club    | Total club    | 33    | 1     | 3                | 0                | 0                     | 0                     | 36    | 1     |
| Total carrera                 | Total carrera | Total carrera | 122   | 10    | 7                | 0                | 0                     | 0                     | 129   | 10    |